# ابرسیچان
ابرسیچان (به انگلیسی: Abersychan) یک منطقهٔ مسکونی در بریتانیا است که در تورواین واقع شده‌است. ابرسیچان ۲۴٫۷۸ کیلومتر مربع مساحت و ۷٬۰۶۴ نفر جمعیت دارد.